# 拉夫堡
拉夫堡（i/ˈlʌfbərə/ LUF-bər-ə）是英國英格蘭東米德蘭茲莱斯特郡查恩伍德區的镇。在 2021 年英國人口普查，該鎮的建成區人口為 64,884，是莱斯特郡繼萊斯特之後的第二大定居點。拉夫堡靠近諾丁漢郡邊界，也位於萊斯特和德比附近。它亦是查恩伍德區的行政中心和拉夫堡大学所在地。
1841 年，拉夫堡成為世界上第一個全包旅行團的目的地。這個鎮同時有著世界上最大的鑄鐘廠 - 約翰泰勒鑄鐘廠。該廠曾為倫敦的聖保羅座堂鑄造大保羅鐘；它還鑄造了拉夫堡女王公園的地標建築及戰爭紀念物—— 拉夫堡鐘琴。
拉夫堡有自屬的報章《拉夫堡回聲》和《拉夫堡指南》，但就像許多其他位於萊斯特內的鎮和村一樣，萊斯特水星報依然在鎮內發行。

## 歷史

### 中世紀

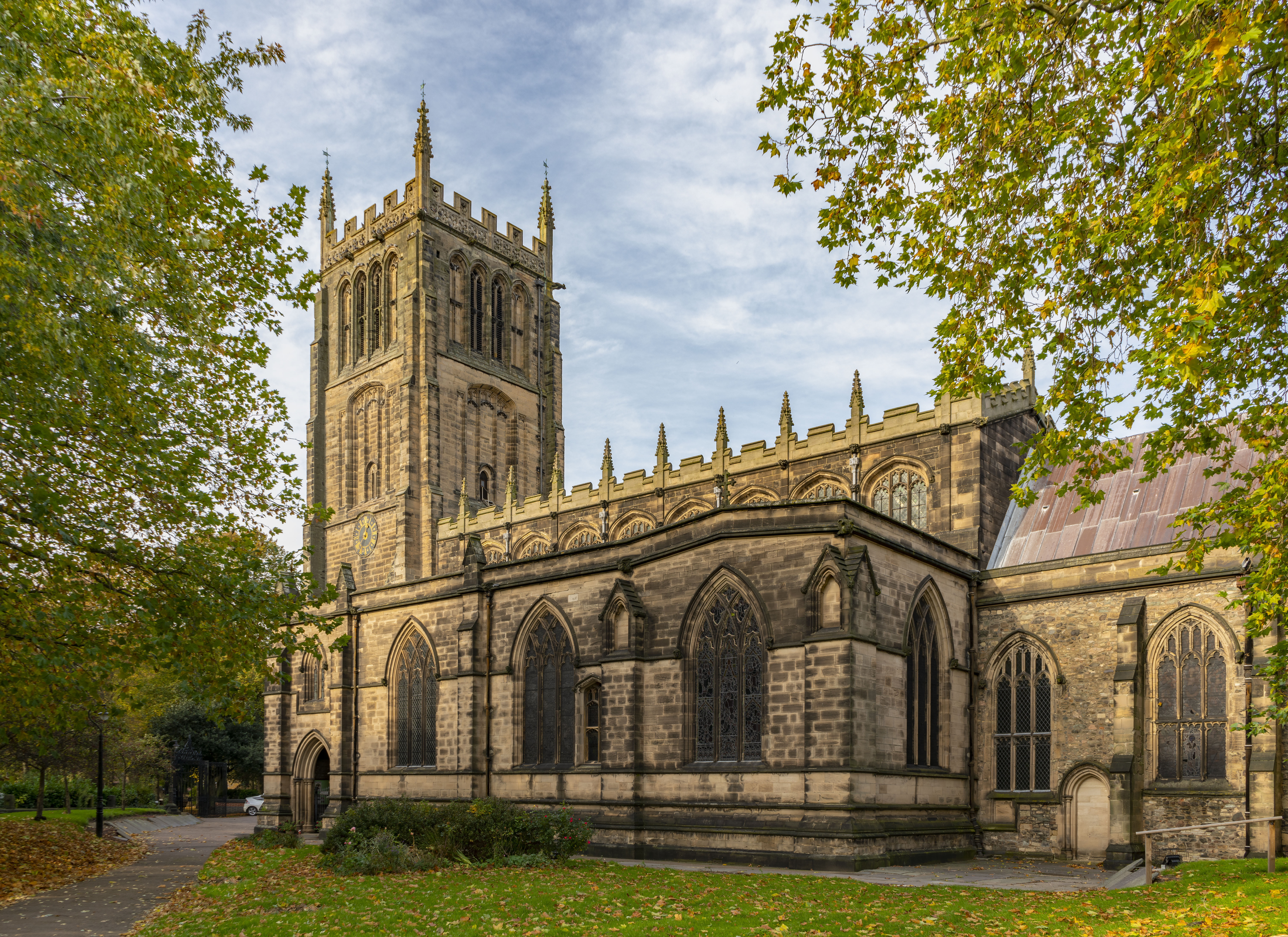
拉夫堡諸聖教區教堂

拉夫堡最早的記載出現在1086年的《末日審判書》中，書中稱之為「Lucteburne」。在亨利二世統治時期的一份憲章中，它被稱為“Lucteburga”，而在1186年的《管卷》中，它被稱為“ Luchteburc ”。名稱源自古英語，意為「盧赫德的堡壘或設防之地」。
拉夫堡文法學校成立於 1495 年，資金源自當地一位富有的羊毛商人托馬斯·伯頓的遺產
。

### 工業化
當地於 19 世紀初開始工業化，當時來自德比郡的發明家約翰·希思科特 (John Heathcoat)於 1809 年獲得了扭曲花邊機的專利，這種經紗織機改進的機器可以製作出具有花邊外觀的手套。
希思科特與諾丁漢製造商查爾斯·萊西合作，將業務從那裡遷至拉夫堡郊外的哈瑟恩村。這台「拉夫堡機器」生產的薄紗後來被稱為英國網布。然而，工廠在1816年遭到盧德分子的襲擊，據信這些盧德分子是受諾丁漢競爭對手僱傭，55個織布機框架被摧毀。這促使希思科特將業務遷至德文郡蒂弗頓的一座廢棄毛紡廠。
1888年，該鎮獲頒成立憲章，允許選舉鎮長和建立鎮政機構。此後十年間，該市人口從11,000人增加到25,000人。
當地的工廠包括羅伯特·泰勒的約翰泰勒鑄鐘廠 ，以及獵鷹工廠（Falcon works）。獵鷹工廠最初生產蒸汽機車，後來又生產汽車，後來被布拉什電機公司（Brush Electrical Machines）收購。 1897年，赫伯特·莫里斯在摩爾巷（Moor Lane）的皇后工廠（Empress Works）建立了一家工廠，到20世紀中葉，該工廠已成為英國最重要的起重機製造商之一。
拉夫堡鎮政府於當地的投資也十分強勁：1895 年新建了污水處理廠，1899 年在布萊克布魯克 (Blackbrook) 新建了自來水廠，在橋街 (Bridge Street) 新建了發電廠。1900 年，鎮政府接管了拉夫堡煤氣公司 (Loughborough Gas Company)。

### 旅遊
1841 年，托馬斯·庫克為來自萊斯特的禁酒運動組織了第一次旅行團，目的地是拉夫堡。

### 近代史

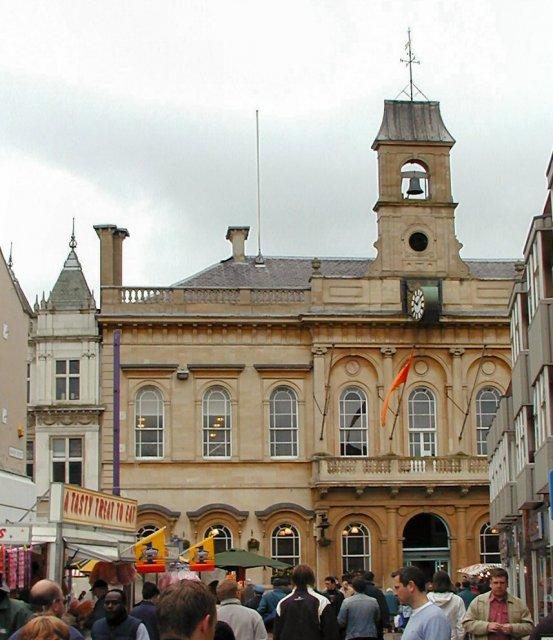
於1855年落成的拉夫堡鎮政廳

拉夫堡的郊區在 20 世紀逐步發展。直到 20 世紀中葉，拉夫堡西北部的索普阿卡（Thorpe Acre）還是一個擁有約 20 棟住宅的小村莊，位於當地的索普阿卡和迪什利諸聖教堂（建於 1845 年、曾於 1968 年擴建）和犁旅館等早期建築仍保留至今。該區許多道路以詩人的名字命名。第二次世界大戰後，索普阿卡部分地區進一步發展，主要在 1950 年代為布拉什鐵路機車廠（Brush Engineering Works）的員工提供 100 套用無砂混凝土建造的住宅。1960 年代和 70 年代初，一座新屋苑於索普阿卡落成，並將舊村莊納入其中。拉夫堡的兩所中學——查恩伍德學院和德利斯爾學院——都位於其邊界，此外還有建於18世紀的大型鹿園加倫登公園。迪什利（Dishley）最早的村落原本位於德比路附近，在 1970 年代與索普阿卡一起進行了大規模開發。德比路上的迪什利教堂現已成為廢墟，農學家羅伯特·貝克韋爾（1726-1795）曾被埋葬於該處。
謝爾索普（Shelthorpe）及其周邊地區是拉夫堡南部的新郊區。謝爾索普最初的建設始於1929年，但因二戰而中斷，並於1946年恢復。
謝爾索普西邊、拉夫堡大學南邊的住宅區建於 1970 年代，兒童臨終關懷醫院 Rainbows Hospice 和 Woodbrook Vale 學校均位於該區南緣。拉夫堡 A6004 環城路的最後一期路段完工後，謝爾索普南邊的格蘭奇公園（Grange Park）住宅區於 2006 年開始建造。
2018 年，威廉·戴維斯住宅公司（William Davis Homes）提交的建造 30 套新住宅的規劃申請遭到居民的批評，居民稱，該公司曾承諾興建商店和禮拜場所等公共設施，相關地塊最初計劃建造商店、教堂、社區中心和醫療中心，但計劃落空。儘管受到批評，查恩伍德區議會還是批准了該規劃。
繼 2022 年成功舉辦了兩場素食市集後，查恩伍德區議會發起了三個素食市集，將於 2023 年 3 月、5 月和 10 月在市集廣場舉行。

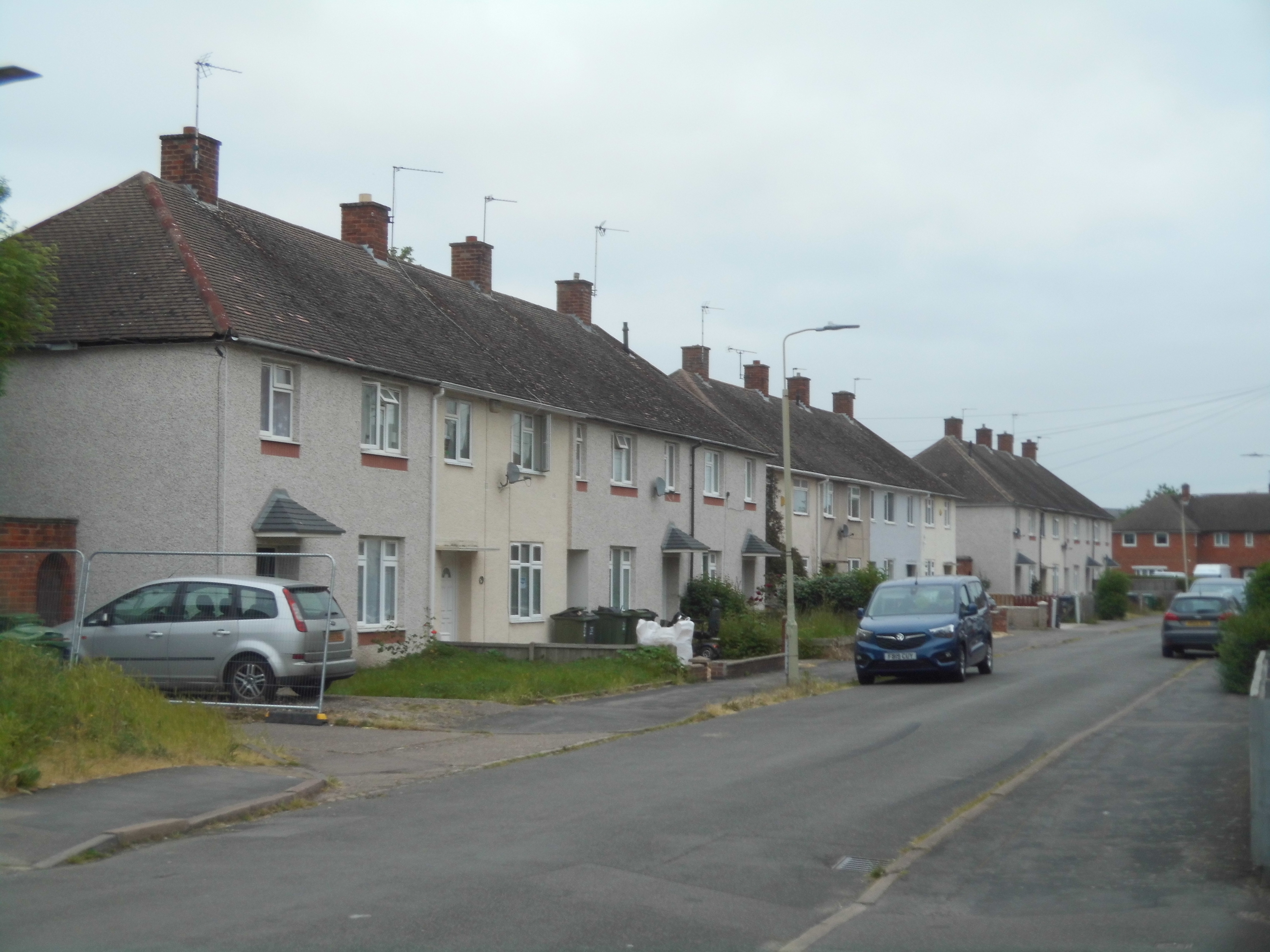
位於索普阿卡、於1950年代落成的無砂混凝土住宅
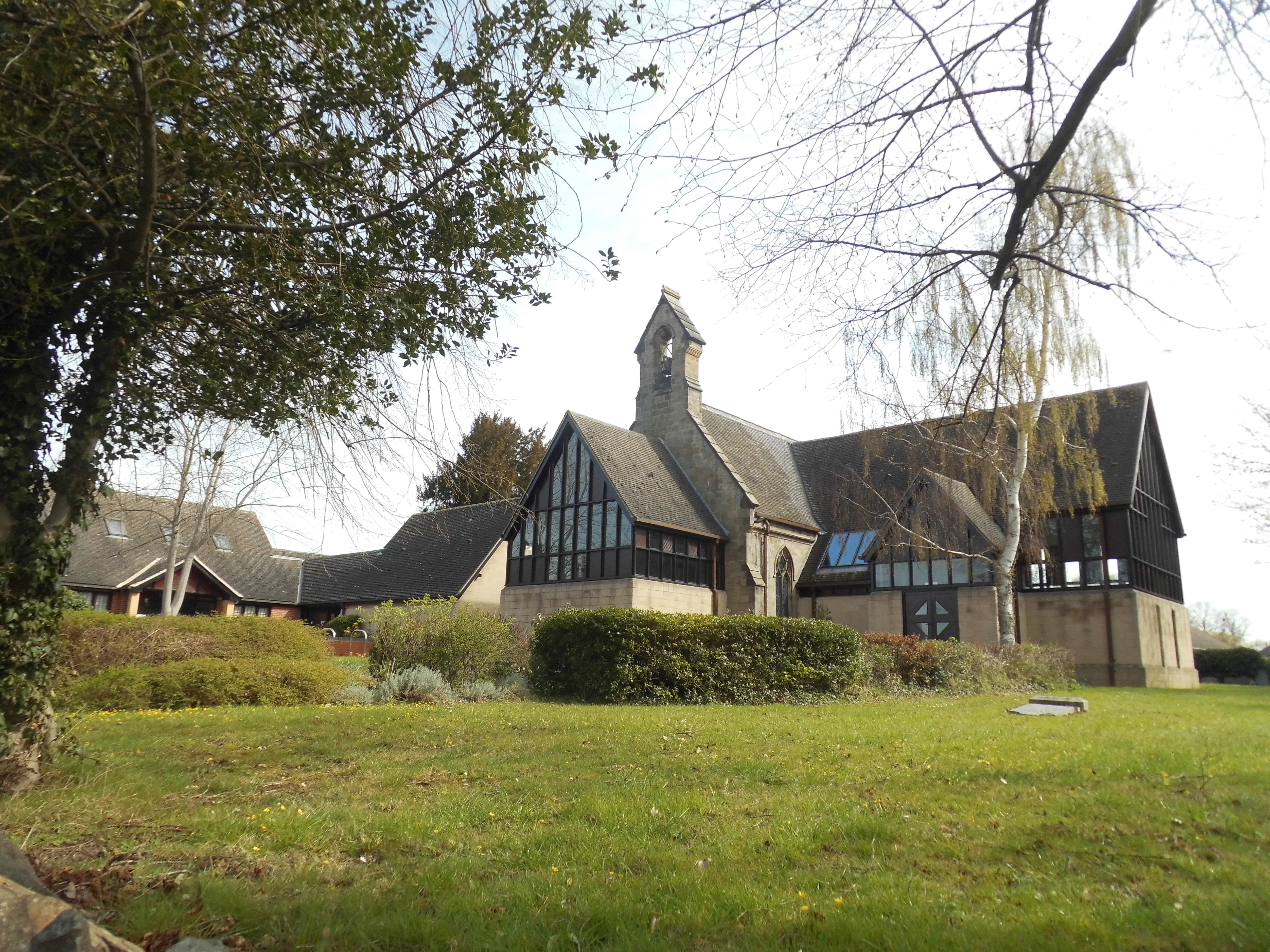
索普阿卡及迪斯利諸聖教堂
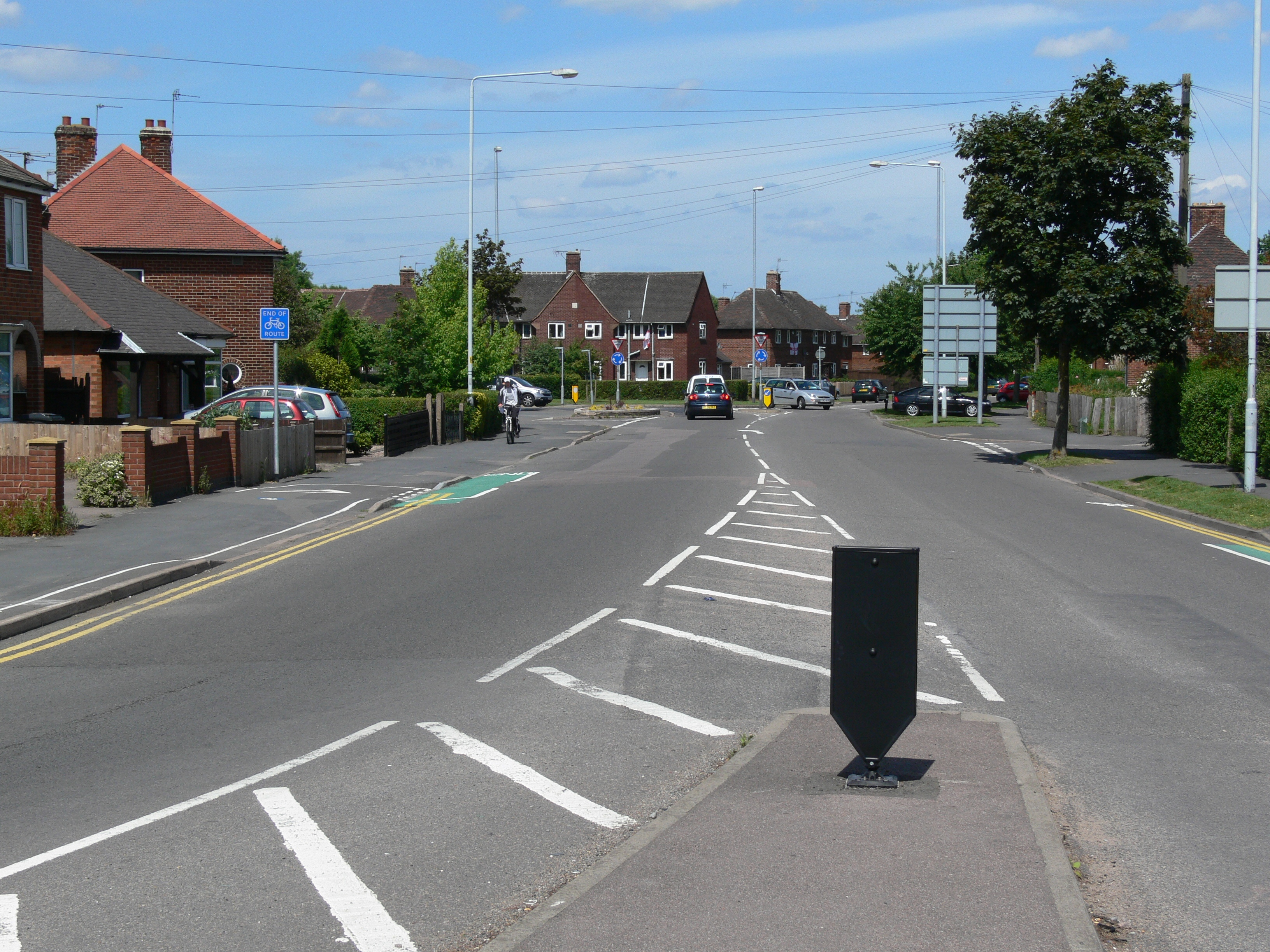
謝爾索普，圖中道路為謝爾索普路
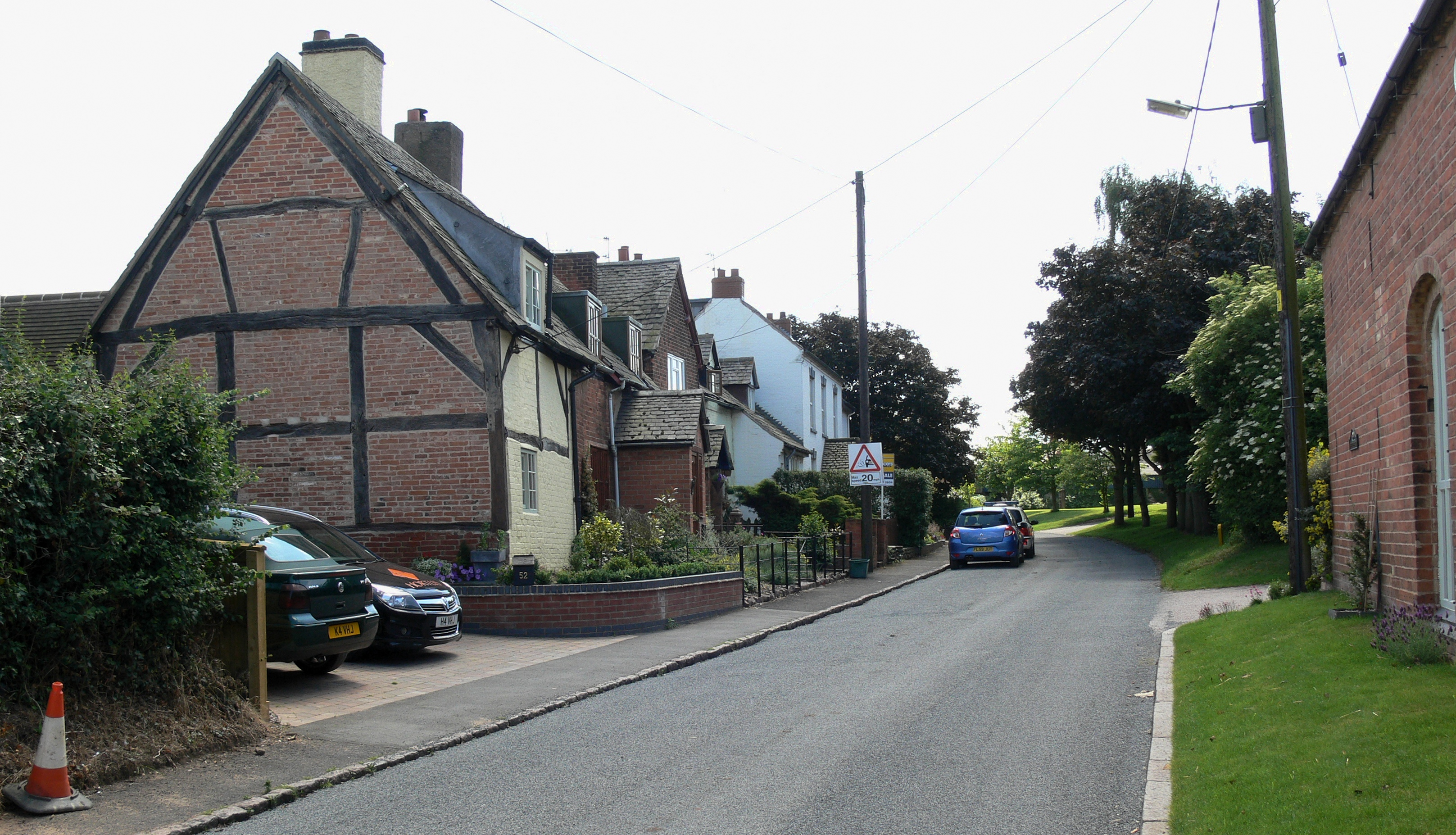
拉夫堡南郊伍德索普（Woodthorpe）
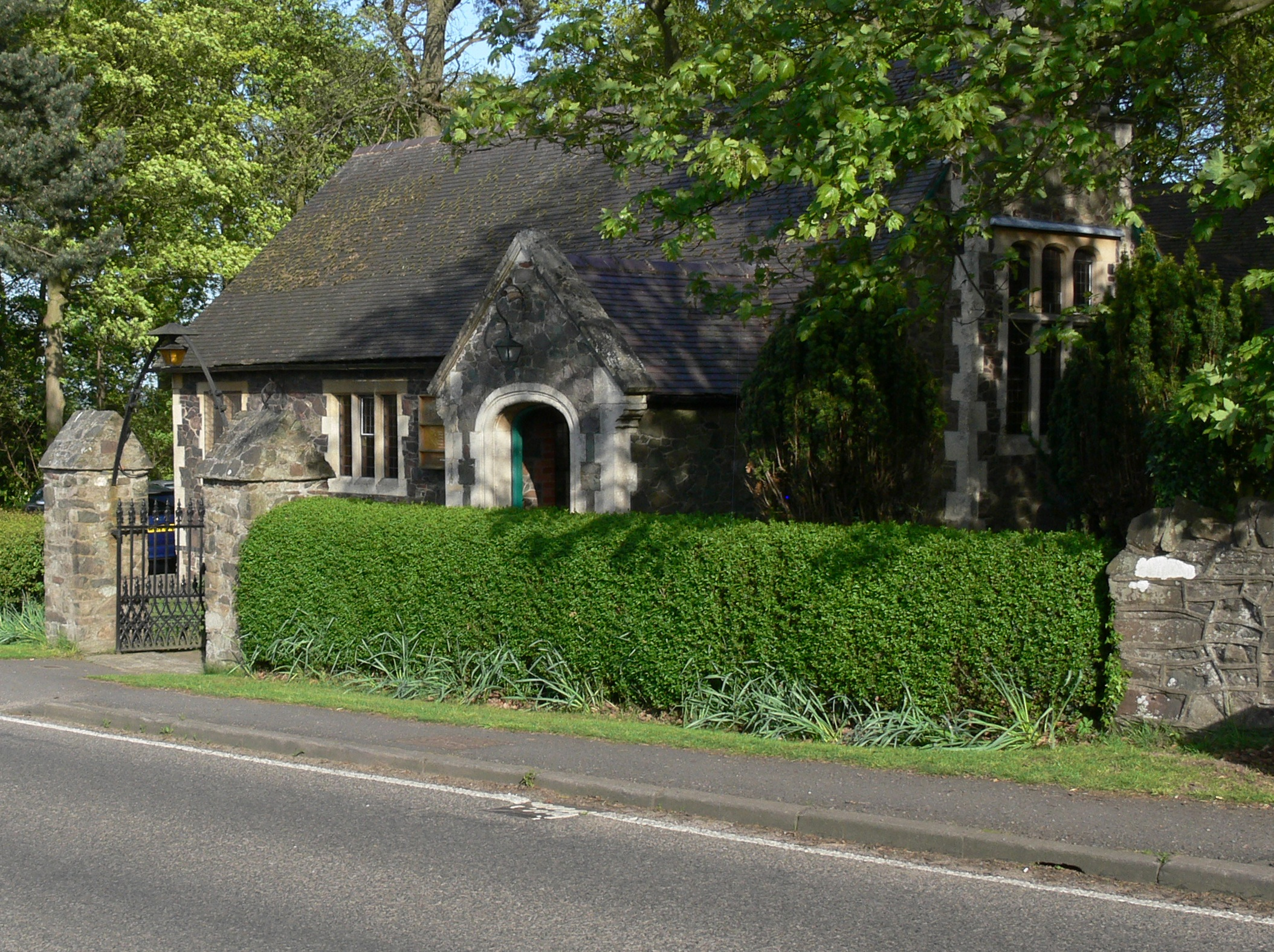
拉夫堡西南郊、南潘坦村的查恩伍德聖瑪麗教堂
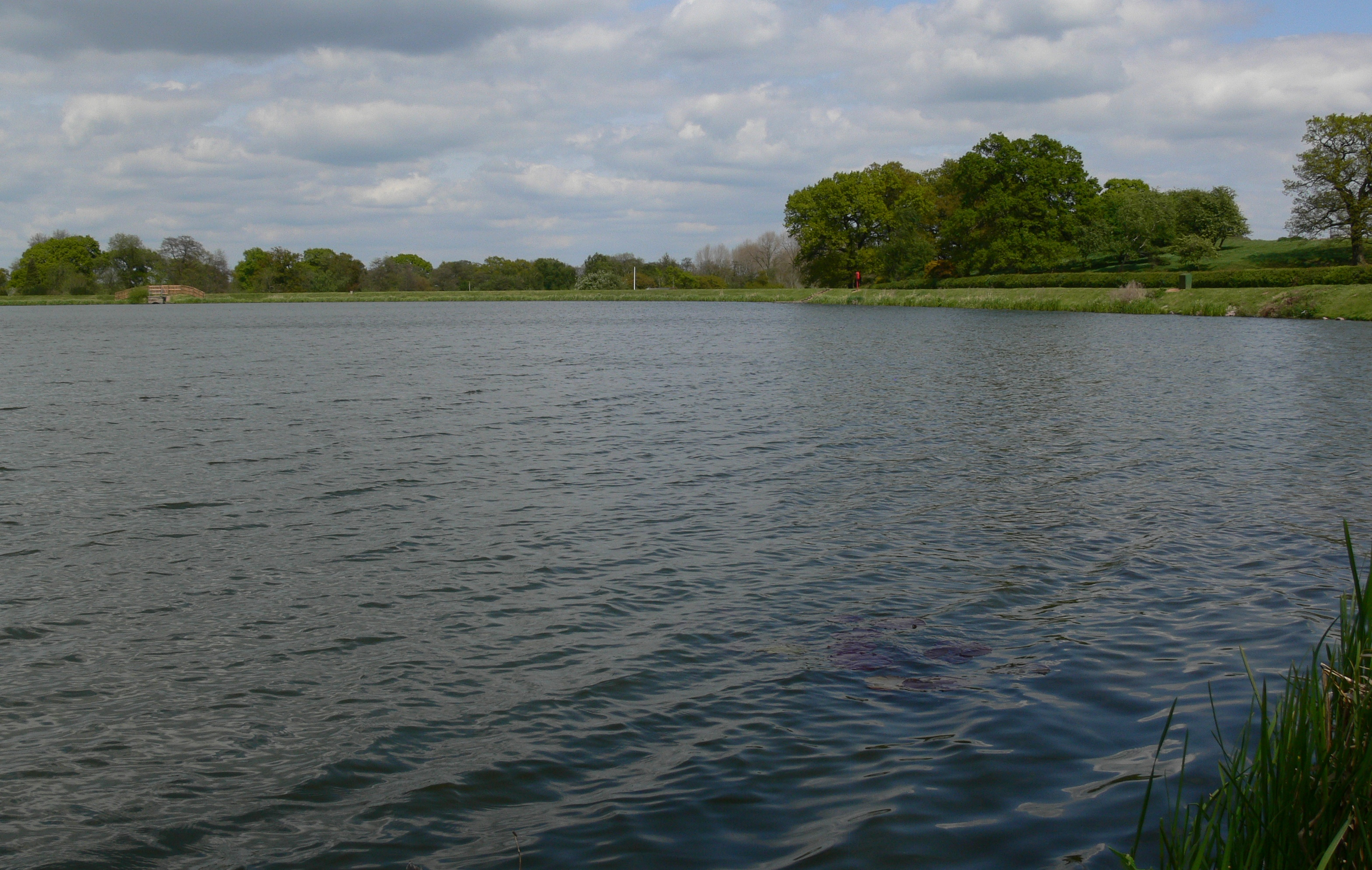
位於拉夫堡西南緣的南潘坦（Nanpantan）水庫

## 人口統計
2021年人口普查顯示，拉夫堡鎮人口為64,884人。普查結果顯示，當地的種族和宗教組成如下：
| 拉夫堡居民的種族構成: 2021 年人口普查 |        |       |
| 種族                                  | 人口   | %     |
| 白人                                  | 49,400 | 76.2% |
| 亞裔或亞裔英國人                      | 10,191 | 15.7% |
| 混血                                  | 2,140  | 3.3%  |
| 黑人或黑人英國人                      | 1,878  | 2.9%  |
| 其他種族                              | 750    | 1.2%  |
| 阿拉伯人                              | 489    | 0.8%  |
| 總數                                  | 64,884 | 100%  |

| 拉夫堡居民的宗教信仰: 2021 年人口普查 |        |       |
| 宗教                                  | 人口   | %     |
| 無宗教                                | 27,205 | 45.3% |
| 基督教                                | 23,737 | 39.5% |
| 伊斯蘭教                              | 4,179  | 7%    |
| 印度教                                | 3,684  | 6.1%  |
| 錫克教                                | 461    | 0.8%  |
| 其他宗教                              | 381    | 0.6%  |
| 佛教                                  | 321    | 0.5%  |
| 猶太教                                | 65     | 0.3%  |
| 總數                                  | 64,884 | 100%  |

## 地理

### 氣候
與不列顛群島的大多數地區一樣，拉夫堡屬於海洋性氣候，夏季涼爽，冬季溫和。離拉夫堡最近的氣象局氣象站位於諾丁漢郡的薩頓·博寧頓（Sutton Bonington），位於拉夫堡鎮中心正北5英里處。該地區的最高溫度記錄為2019年7月25日的攝氏36.0度（華氏96.8度）。

## 經濟
拉夫堡購物區的中心是已成為徒步區的市集廣場和市集街，這裡保留了幾座原有的裝飾風藝術建築，例如目前鎮上歐典電影院所在的建築。市集廣場每週四和週六都會舉辦大型露天市集。這裡每個月都會舉辦一次農夫市集。拉夫堡舉辦市集的第一份正式特許狀於1221年由亨利三世國王授予莊園領主休·勒·德斯彭塞（Hugh le Despencer），市集的舉辦日期定在聖彼得節。每年十一月，拉夫堡亦會舉辦街頭慶典，覆蓋整個鎮中心，部分道路因此封閉。慶典從週三下午持續到週六晚上，提供遊樂設施、遊樂場、美食攤位和遊戲。
拉什購物中心（The Rushes）建於拉夫堡公車總站舊址上，該中心裡面主要是連鎖商店。
東部門戶計畫是當地一項重要的開發項目，於 2013 年竣工，耗資 2000 萬英鎊，在火車站週邊地區建造了新道路和住宅。
鎮中心的步行改造於 2014 年 11 月完工。該計劃旨在改善鎮中心的經濟，並減少交通擁堵造成的污染。
2016 年，位於巴克斯特門（Baxter Gate）原綜合醫院舊址上的一家新的Cineworld影院綜合體竣工，內設多家餐廳。然而，該影院已於2024年關閉。

## 交通

### 鐵路

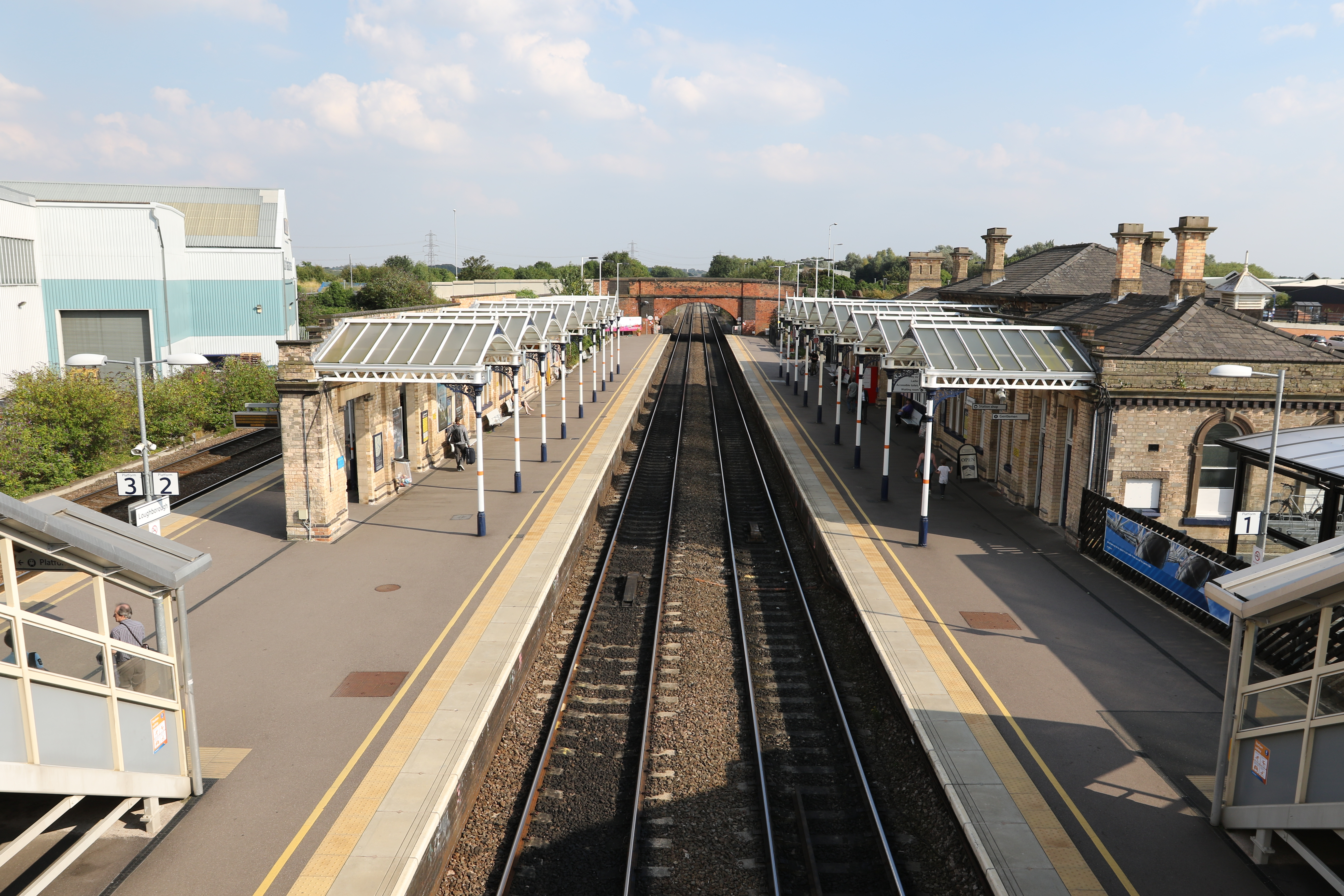
拉夫堡站月台

拉夫堡站是當地的主要車站，該站位於拉夫堡鎮中心東北方、布拉什鐵路機車廠旁邊。2012年，英國鐵路網公司對該站進行了重建，延長了月台長度並改善了出入口；同時，當地議會亦改善了車站週邊地區。
東米德蘭茲鐵路公司營運該站所有客運服務。截至2024年12月，該公司於週一至五非繁忙時段服務該站的列車班次如下：
| 城際列車路線              | 單向班次（每小時） | 停靠站                                                                     |
| ------------------------- | ------------------ | -------------------------------------------------------------------------- |
| 倫敦聖潘克拉斯 – 諾丁漢   | 1                  | - 凱特林、馬基特哈伯勒、萊斯特、拉夫堡、東米德蘭泊車道、比斯頓（Beeston）  |
| 倫敦聖潘克拉斯 – 謝菲爾德 | 1                  | - 萊斯特、拉夫堡、東米德蘭泊車道、朗伊頓（Long Eaton）、德比、切斯特菲爾德 |

| 區域列車路線          | 單向班次（每2小時） | 主要停靠站                                                                     |
| --------------------- | ------------------- | ------------------------------------------------------------------------------ |
| 萊斯特 – 林肯         | 1                   | - 西斯頓（Syston）、拉夫堡、東米德蘭泊車道、比斯頓、諾丁漢、紐瓦克城堡、海克姆 |
| 萊斯特 – 格里姆斯比鎮 | 1                   | - 西斯頓、拉夫堡、東米德蘭泊車道、比斯頓、諾丁漢、紐瓦克城堡、海克姆、林肯、   |

城際列車透過米德蘭主線連接拉夫堡和倫敦聖潘克拉斯車站，乘客可經由該站轉乘歐洲之星前往法國、比利時和荷蘭。萊斯特和德比站可轉乘往返蘇格蘭東北部和西南英格蘭之間的縱貫鐵路列車。
歷史上，曾經有三條鐵路線服務拉夫堡：仍在營運的米德蘭主線、因比欽大斧而關閉的大中央主線，以及一條通往納尼頓的支線。該支線以拉夫堡德比路站為總站，全線由查恩伍德森林鐵路以及阿什比和納尼頓聯合鐵路組成，後來成為倫敦及西北鐵路的一部分，客運及貨運業務分別於1931年及1963年終止。位於大中央主線上的拉夫堡中央站於1899年3月15日開通，並於1969年關閉。

#### 遺產鐵路

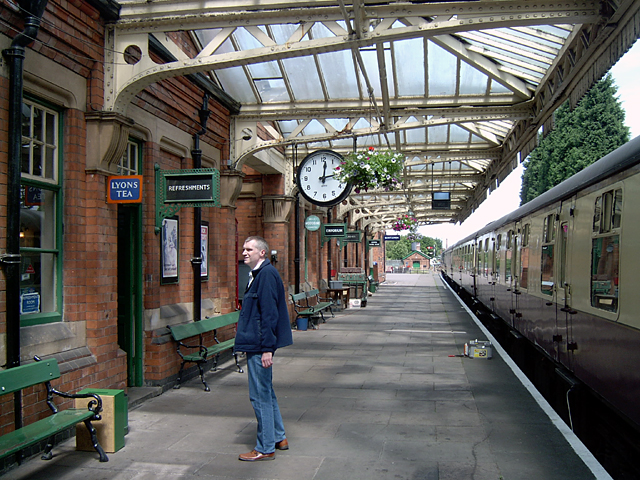
拉夫堡中央站

拉夫堡中央站於 1974 年 3 月重新開放，成為大中央遺產鐵路的一部分，該站站房亦已成為二級登錄建築。該鐵路所在的大中央主線於1899年通車。該站位於鎮中心東南。拉夫堡中央站主要由志願者運營，是遺產鐵路的基地之一。遺產列車全年每個週末和銀行假日運行，夏季每天運行。
大中央遺產鐵路分為拉夫堡南北兩段，兩段間僅長約500米的缺口，被稱為拉夫堡缺口。拉夫堡中央站是遺產鐵路南段的北端終點站，每日營運。自 2016 年起，遺產鐵路公司展開拉夫堡缺口的填補工程，以再次連接兩段鐵路。工程包括架起一座跨越米德蘭主線的新橋，以及修復兩座分別跨越A60公路和大聯盟運河的鐵路橋，工程經費主要來自公眾的定期捐款。
米德蘭主線大橋的準備工作於 2016 年 2 月 12 日開始 ，主要施工工程於 2017 年 4 月開工，主橋樑於 2017 年 9 月安裝。2017 年 9 月 3 日凌晨，一台 1000 噸起重機將構成橋樑基礎的兩根鋼樑吊裝到位。該橋預計於 2019 年竣工。截至 2017 年底，安裝大橋的相關工程已耗資 250 萬英鎊。
運河橋的翻修工程於 2020 年 7 月完工。跨越A60公路的鐵路橋則於2022年完成徹底翻新，大中央鐵路北段的列車得以再次運行至該橋上。2025年6月16日，查恩伍德區議會通過在運河橋和米德蘭主線大橋間興建鐵路高架橋的規劃申請。

### 道路
拉夫堡位於三條主要道路的交匯處，其中兩條道路始於該鎮：
- A6 主幹道始於盧頓，向北穿過貝德福德、萊斯特、德比、曼徹斯特，最後到達卡萊爾。
- A60 路始於拉夫堡，向北延伸至諾丁漢、曼斯菲爾德和沃克索普。
- A512 公路始於拉夫堡，向西延伸至M1高速公路和阿什比德拉祖什，而 A6004 公路（最初原本被提議作為拉夫堡的繞道，但現時已成為拉夫堡的環城路）從拉夫堡南部繞經拉夫堡西部和北部郊區，終點位於拉夫堡站附近，與 A60 路相交。

M1高速公路的23號交叉口位於拉夫堡西側。從24號交叉口出發，沿著A6公路行駛，途經凱格沃思（Kegworth）和哈瑟恩（Hathern），可以到達拉夫堡北部；從22號交叉口出發，途經科普特橡（Copt Oak）和南潘坦（Nanpantan）村後，可以抵達拉夫堡西南部。

### 公車
拉夫堡及其周邊地區的巴士服務由Arriva米德蘭東分部、Kinchbus、 Diamond 東米德蘭、Centrebus、諾丁漢城市交通局和 Vectare 營運。
拉夫堡鎮中心週邊的公車從鎮中心各街道的路邊車站出發。直到2001年左右，部分路線仍由芬內爾街附近的公車總站作為起紇點，但該站後來作為鎮中心重建的一部分被拆除，為興建拉什購物中心騰出空間。

### 水道
特倫特河的主要支流索爾河（River Soar）流經拉夫堡東側。 1778年，拉夫堡航道（Loughborough Navigation）開通了前往特倫特河以北的航運，該航道的終點站是德比路和橋街之間的拉夫堡碼頭。隨後，萊斯特航道建成，在鏈橋（Chain Bridge）處與拉夫堡航道相連，並在拉夫堡南側與索爾河相連。兩條航道均構成大聯盟運河的一部分。
現已廢棄的查恩伍德森林運河曾經連接著南潘坦（位於拉夫堡西側）和斯林斯通（Thringstone），貨物透過馬車運送到鎮上。

## 教育

### 學校
拉夫堡擁有多所中學和預科學校，既有公立學校，也有私立學校。公立中學包括伍德布魯克谷學校（Woodbrook Vale School）、萊姆赫斯特學院（Limehurst Academy）和德萊爾學院（De Lisle College），後者也提供大學預科課程。
當地的私立學校包括拉夫堡文法學校，這是一所招收10至18歲學生的全日制男生寄宿學校，也是英國最古老的學校之一，成立於1495年；以及拉夫堡高中，這是一所招收11至18歲學生的全日制女子學校。該兩所學校都是拉夫堡學校基金會的成員。拉夫堡阿默斯特學校（Loughborough Amherst School，原名聖母修道院學校）是一所男女同校的全日制寄宿學校，提供4至18歲的全日制教育，因財務問題於2025年7月4日關閉。該校也曾是該基金會的成員。

### 高等教育

#### 拉夫堡大學

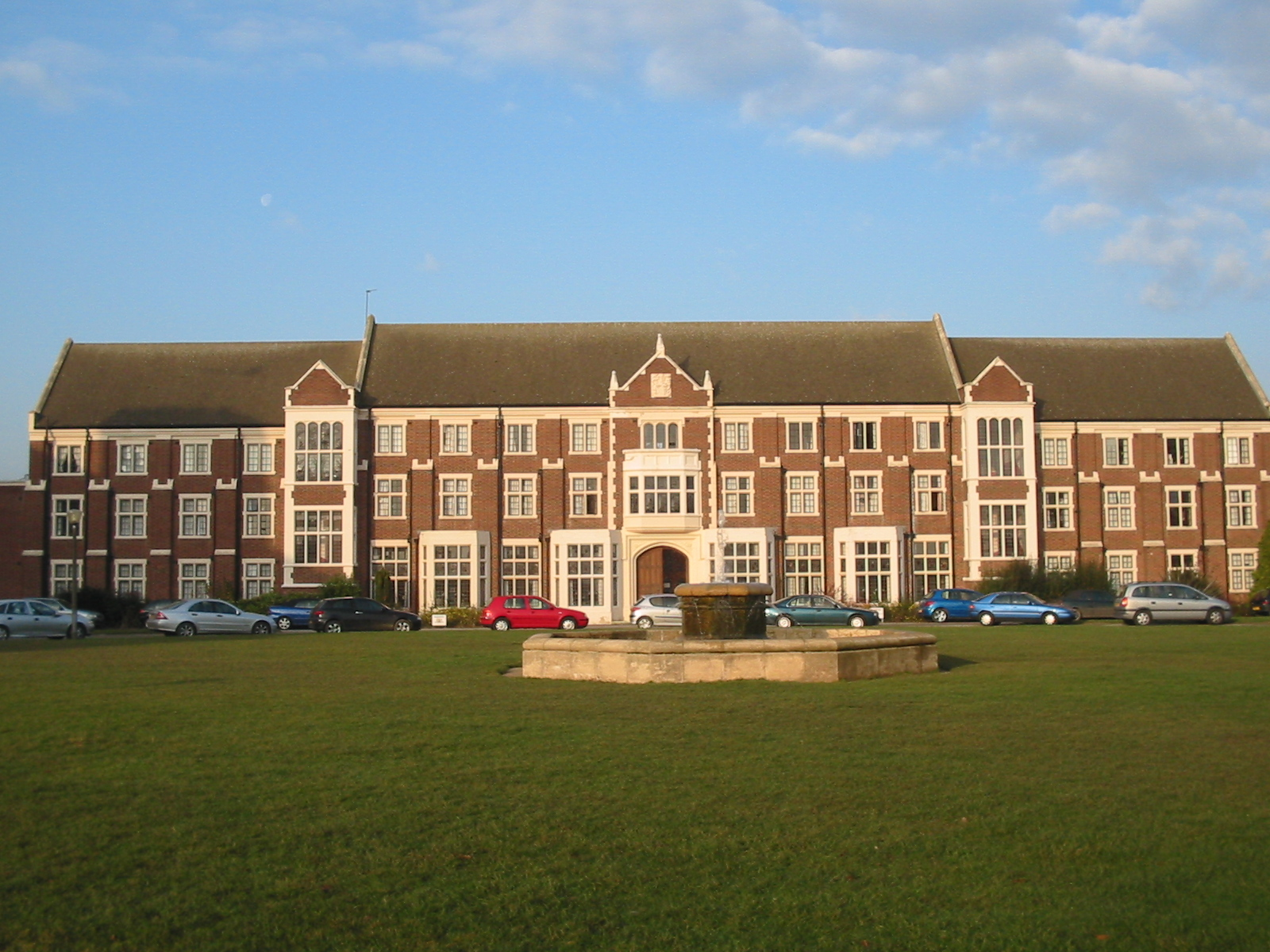
黑茲爾里格前草坪

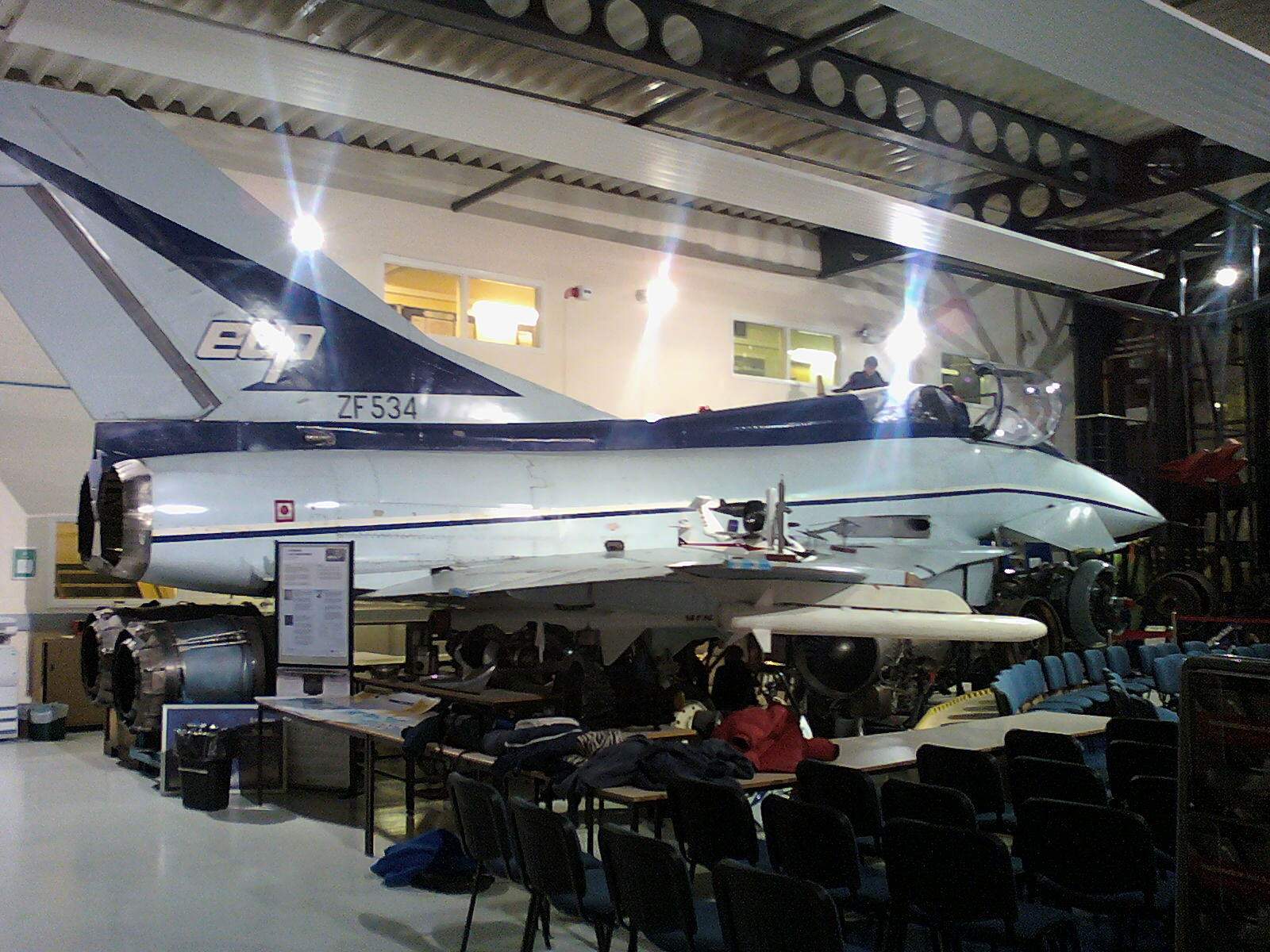
拉夫堡大學航空工程系的英國航天實驗戰機計劃（EAP）

2004年，拉夫堡大學在《泰晤士報》 優秀大學指南中位列英國大學第9名。 2006年，拉夫堡大學排名第6。2007年，《衛報》將拉夫堡大學評為第8名，2009年《衛報大學排行榜》（2008年6月1日在線發布，涵蓋2009-2010學年）在117所院校中排名第10名。該大學在某些排名中位列第五，僅次於牛津、劍橋和倫敦的大學。拉夫堡大學提供英國最多的運動獎學金。超過250名國際運動員在此學習和訓練。 2008年，拉夫堡大學被《星期日泰晤士報》評為年度大學。

#### 拉夫堡學院
拉夫堡學院是拉夫堡大學之後的第二大教育機構，提供繼續教育和職業課程。學院成立於1909年，擁有超過12,000名全日制和非全日制學生。

## 文化

### 當地媒體
拉夫堡的當地週報是《拉夫堡迴聲報》。萊斯特郡的日報《萊斯特水星報》也為該鎮提供服務。該鎮的本地電視台由BBC東米德蘭和ITV中部提供，電視訊號由位於沃爾瑟姆（Waltham）的電視發射台發射。當地廣播電台有BBC萊斯特、首都米德蘭、平滑（Smooth）東米德蘭、熱門電台（Hits Radio）東米德蘭、Fosse107以及社區電台鐘琴電台（Carillon Radio）。

### 體育
拉夫堡曾是職業足球俱樂部拉夫堡足球俱樂部的主場，該俱樂部曾於 19 世紀末成為英格蘭乙組聯賽的成員，然而該俱樂部已於1900年解散。目前，鎮上最知名的足球隊包括英格蘭北部超級聯賽（男子足球金字塔的第 8 級）第一分區東南區的拉夫堡迪納摩隊、聯合郡聯賽（男子足球金字塔的第 9 級）的拉夫堡大學隊和英格蘭女子足球全國聯賽北部區（女子足球金字塔的第 3 級）的女子球隊拉夫堡狐狸隊。
板球運動在該地區享有盛譽，其中包括老蔑視者板球俱樂部、拉夫堡鎮板球俱樂部、拉夫堡奧特伍茲板球俱樂部、拉夫堡卡里隆板球俱樂部、拉夫堡卡里隆老男孩板球俱樂部、拉夫堡大學教職工板球俱樂部、拉夫堡綠地板球俱樂部以及半職業的女子板球超級聯賽的閃電堡，這些運動隊代表了該地區不同級別的球隊。自2000年以來，拉夫堡鎮板球俱樂部一直是萊斯特郡和拉特蘭板球聯賽中最成功的俱樂部。拉夫堡大學是英格蘭板球協會國家板球學院的所在地，英格蘭板球隊的主要訓練中心就設在該學院。
拉夫堡橄欖球俱樂部是該鎮的橄欖球聯盟俱樂部，在德比路球場進行比賽。該俱樂部成立於1891年。拉夫堡大學的第一支15人橄欖球隊－拉夫堡學生橄欖球俱樂部（Roughborough Students RUFC）於2012年晉升至國家一級聯賽，也就是英格蘭橄欖球聯賽的第三級。
其他運動隊伍包括拉夫堡王牌隊（大學美式足球隊）、籃網球超級聯賽的拉夫堡閃電隊、業餘籃網球隊拉夫堡鷹隊。鎮上還有自己的游泳俱樂部——拉夫堡鎮游泳俱樂部，該俱樂部位於鎮內，並在當地場地進行訓練。
網球錦標賽Aegon Pro-Series Loughborough在拉夫堡舉行。
倫敦咆哮隊主教練、前游泳運動員梅拉妮·馬歇爾居住在拉夫堡，是拉夫堡國家游泳中心的首席教練，她曾在那裡訓練多次獲得奧運獎牌的游泳運動員亞當·佩蒂。

### 藝術與遺產

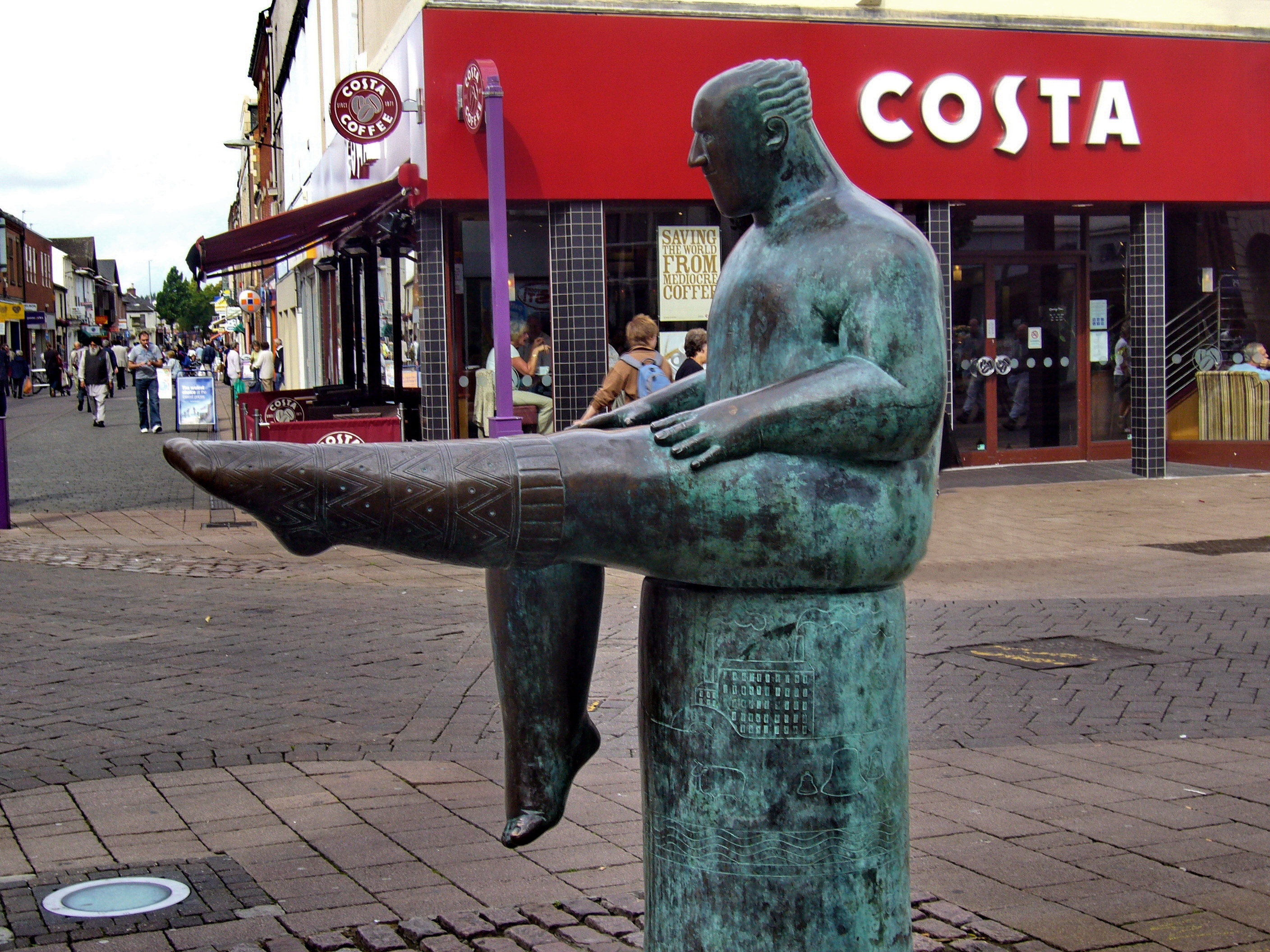
位於市集廣場的《襪人》雕塑

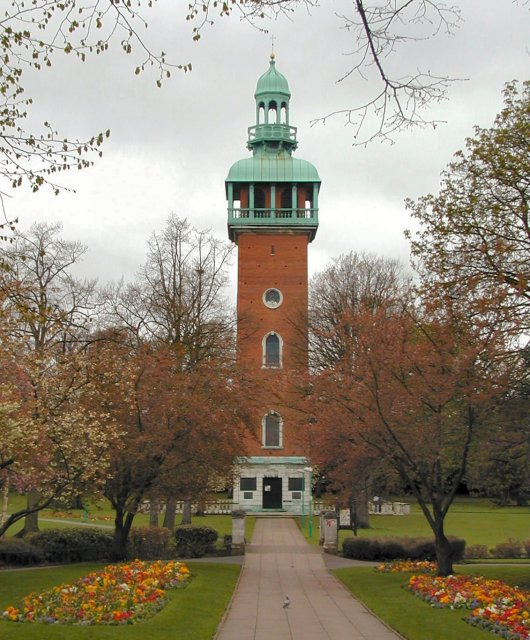
拉夫堡鐘琴

拉夫堡有五座博物館，其中最大的是位於鎮中心的查恩伍德博物館，館內展出了一系列反映該地區自然歷史、地質、工業和歷史的展品。附近的皇后公園裡有一座鐘琴和戰爭紀念碑，裡面有一座小型博物館，收藏了第一次世界大戰和第二次世界大戰的軍事紀念品。拉夫堡圖書館位於格蘭比街。
鎮中心還有一棟古老的教區長住宅，靠近精美的中世紀諸聖教區教堂。該座大宅的剩餘部分可以追溯到 1288 年，並已被修復，現成為拉夫堡考古和歷史學會管理的一家小型博物館。
自1838年以來，拉夫堡一直是約翰泰勒鑄鐘廠的所在地，該廠的兩層鑄鐘博物館講述了幾個世紀以來的鑄鐘歷史。
拉夫堡中央站亦有一座博物館，展示了大中央鐵路從早期到現在作為雙軌遺產鐵路的歷史。
拉夫堡運河節於1997 年至 2014 年舉辦，是每年五月以鏈橋為中心的年度盛事。
雖然拉夫堡沒有專門的美術館，但在鎮上週邊地區可以找到精美的雕塑，包括當地藝術家為紀念第一次世界大戰一百週年在查恩伍德博物館外創作的雕塑，以及《襪人》 ——一座標誌著拉夫堡與針織業淵源的青銅雕像。這座雕像位於拉夫堡鎮政廳附近的市集廣場，廣場本身也收藏了許多藝術品。這裡也是舉辦音樂會、展覽、音樂劇、喜劇表演和聖誕默劇的場所。一些團體也會在鎮政廳舉辦表演。
查恩伍德藝術中心也組織各種活動，這是一個由志工管理、配備專業人員的機構，在全區提供全年的專業表演計畫。其中包括始於1980年的「公園野餐」活動，每年夏季在皇后公園舉行。查恩伍德藝術中心和查恩伍德區議會聯合舉辦的「街頭活力」 (Streets Alive) 活動也於每年的同一時間舉行。
鎮上有一家由阿奇博爾德·赫爾利·羅賓遜設計的裝飾藝術風格的影院，共有六間放映廳。該影院建於1914年，最初名為「帝國影院」，後於1936年由赫爾利·羅賓遜改建為「新帝國影院」（New Empire Cinema）。多年來，它曾被命名為「棕櫚閣及舞廳影院」、「帝國影院」、「埃索爾多影院」（Essoldo）、「經典影院」、「柯松影院」（Curzon）和「裡爾影院」（Reel），該影院現時屬歐典院線。原拉夫堡綜合醫院的舊址於2012年被拆除，如今已被一家擁有八間放映廳的Cineworld影院佔據，該影院於2016年開業，並於2024年關閉。

## 著名人物
拉夫堡是詩人兼騎士黨人約翰·克利夫蘭（1613-1658 年）的出生地。
英國農學家、匈牙利作家約翰‧佩吉特（John Paget，1808-1892）出生於此。
約翰泰勒鑄鐘廠的創立者約翰·威廉·泰勒（1827-1906）曾在這裡生活和逝世。化學家亞瑟·唐納德·沃爾什（Arthur Donald Walsh ，1916年8月8日-1977年4月23日）出生於拉夫堡，並就讀於拉夫堡文法學校。工程師、物理學家兼作家查爾斯·丹尼斯·米（Charles Denis Mee，1927-2023）亦於拉夫堡出生。
拉夫堡大學著名的體育畢業生包括塞巴斯蒂安·柯伊、寶拉·拉德克利夫、譚妮·葛雷-湯普森和史蒂夫·巴克利。
職業足球員利亞姆·穆爾和哈姆扎·喬杜里都出生在拉夫堡，後來他們效力於附近的李斯特城足球俱樂部。

## 當地相片

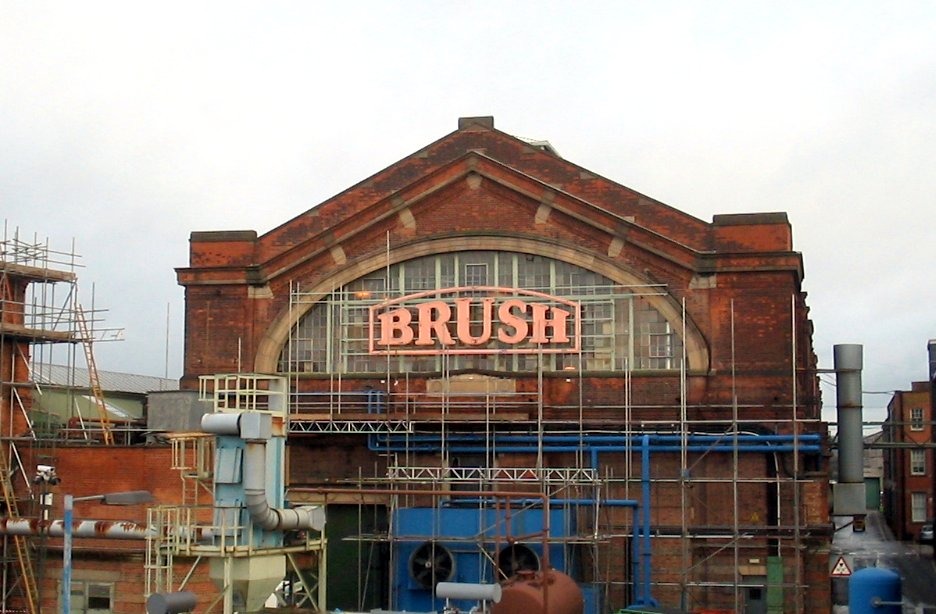
布拉什鐵路機車廠
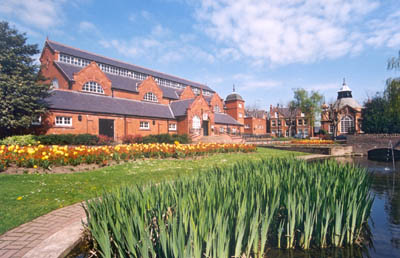
查恩伍德博物館
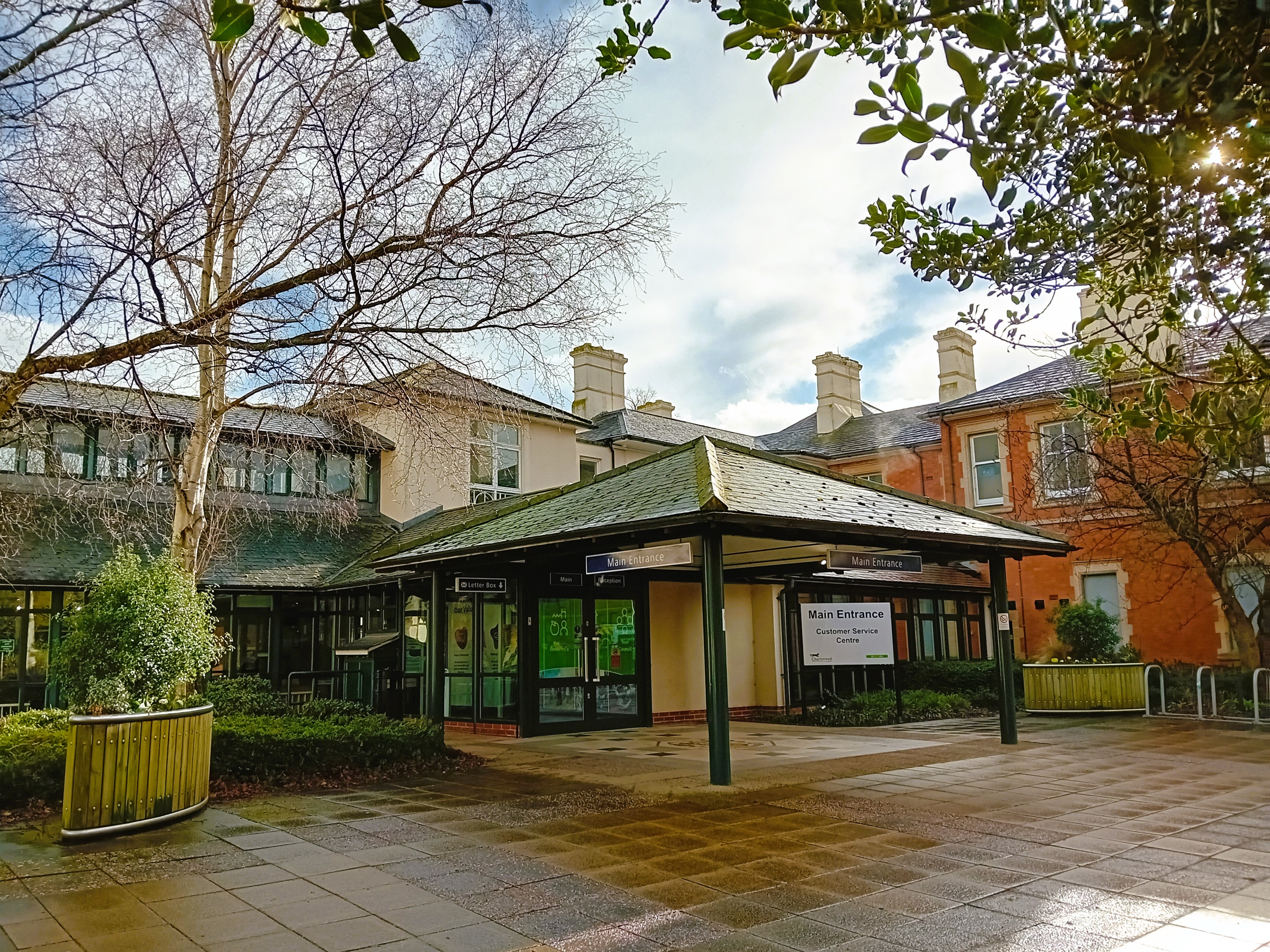
位於拉夫堡的查恩伍德區議會辦公室
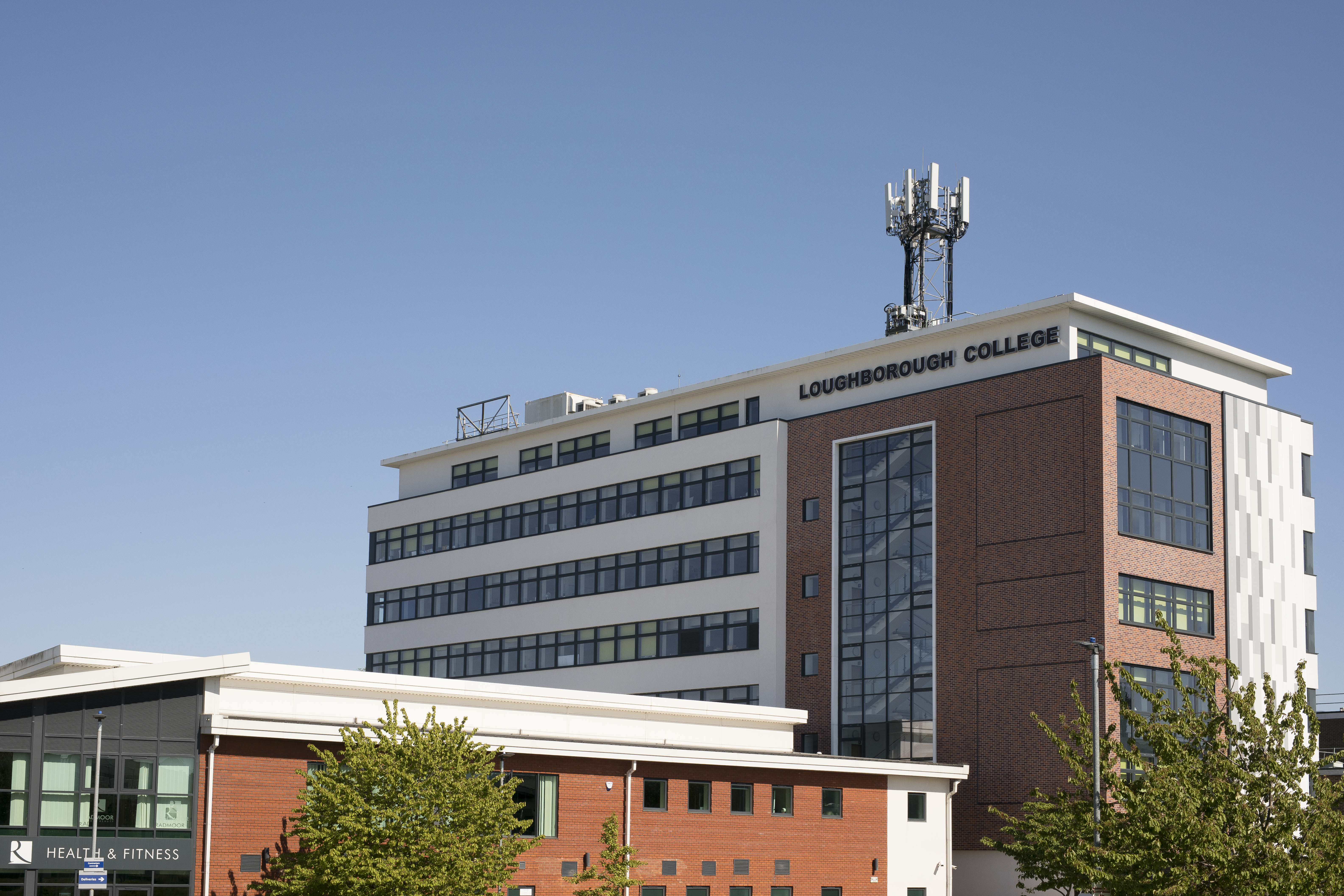
拉夫堡學院

## 姊妹城鎮

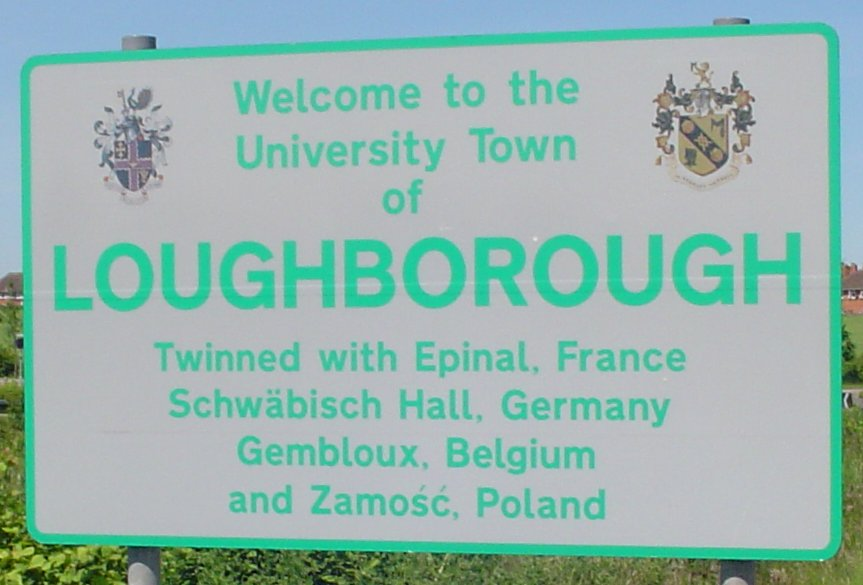
拉夫堡的路標，上面標示了其姊妹城鎮。

- 法國埃皮纳勒[49]
- 比利时让布卢
- 德国施韦比施哈尔[50]
- 波蘭扎莫希奇[51]
- 印度巴夫那加尔[52]